# Willi Oberlander

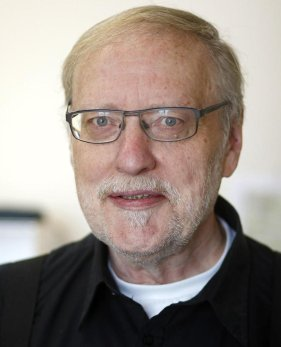
Willi Oberlander, 2019

Wilhelm „Willi“ Oberlander (* 23. November 1952 in Fürth) ist ein deutscher Sozialwissenschaftler und Fachbuchautor.

## Leben
Willi Oberlander absolvierte eine Ausbildung zum Großhandelskaufmann. Über den zweiten Bildungsweg erhielt er Zugang zum Studium der Betriebswirtschaftslehre an der Georg-Simon-Ohm-Hochschule Nürnberg (Vorgängereinrichtung der Technischen Hochschule Nürnberg Georg Simon Ohm), das er 1980 als Diplom-Betriebswirt (FH) abschloss. Anschließend absolvierte er an der Universität Erlangen-Nürnberg ein Magisterstudium in der Fächerkombination Politische Wissenschaften – Soziologie – Neuere Geschichte. 1995 wurde er promoviert mit einer Dissertation zum Thema „Zwischen Markt und Staat – eine sozialstrukturelle und berufssoziologische Betrachtung der Freien Berufe in den neuen Bundesländern“. Von 1989 bis 2015 war er in unterschiedlichen Funktionen wissenschaftlicher Mitarbeiter der Universität Erlangen. Neben seiner Tätigkeit am IFB nahm Willi Oberlander zahlreiche Lehraufträge an verschiedenen deutschen Hochschulen und Fachhochschulen wahr. Seit 2015 arbeitet er freiberuflich als Autor, Dozent, Unternehmensberater und Sachverständiger.

## Berufungen
Willi Oberlander war unter anderem auch
- Mitglied der Projektgruppe „Gründen in Bayern“ im Bayerischen Staatsministerium für Wirtschaft, Infrastruktur, Verkehr und Technologie
- Vertreter der Freien Berufe in der Bayerischen Mittelstandsoffensive
- Beiratsmitglied der Stiftung Warentest, Qualitätssicherung in der Beratung
- Mitglied im Arbeitskreis Berufsbildung im Bayerischen Staatsministerium für Arbeit und Sozialordnung, Familie und Frauen.

## Beratung
Berater im Expertenforum des BMWK (Bundesministerium für Wirtschaft und Klimaschutz).
Berater im Rahmen der Gründungswoche Deutschland.

## Auszeichnung
Willi Oberlander wurde im Rahmen des Deutschen Anwaltstags 2014 in Stuttgart von der Arbeitsgemeinschaft Kanzleimanagement im Deutschen Anwaltverein (DAV) der Benno Heussen Preis verliehen.

## Schriften (Auswahl)
- Fürth. Die Stadt der kleinen Leute – von der Preußenherrschaft bis zum Wirtschaftswunder.[6][7]  städtebilder-verlag, Fürth 2022, ISBN 978-3-96419-322-3.
- Fürth Quiz. städtebilder-verlag Fürth 2021, ISBN 978-3-96419-321-6.
- Wie Nostradamus Trump prophezeite. Historische Skizzen zu menschlichen Verirrungen. Verlag Dr. Willi Oberlander, Postbauer-Heng, 2017, ISBN 978-3-00-056331-7.
- Maria Kräuter, Willi Oberlander, Frank Wießner: Arbeitsmarktchancen für Geisteswissenschaftler: Analysen, Perspektiven, Existenzgründung (= IAB-Bibliothek). 1. Auflage. W. Bertelsmann Verlag, Bielefeld 2009, ISBN 978-3-7639-4011-0 (ssoar.info [abgerufen am 20. Februar 2023]).
- Mit Doris Rothfischer et al.: Ich mache mich selbstständig im sozialen Bereich. Von der Idee Marktchance bis zur Finanzierung. Belz, Weinheim 2000, ISBN 978-3-7799-2029-8.
- Mit Kerstin Eggert et al.: Sicherung der ärztlichen Versorgung in Deutschland. Ergebnisse einer Befragung von Ärztinnen und Ärzten im Auftrag der Ludwig-Sievers-Stiftung. Deutscher Ärzteverlag, Köln 2010, ISBN 978-3-943115-06-2.
- Mit Hendrik Fassmann et al.: Neue Freie Berufe in Deutschland. Ergebnisse einer Untersuchung des Instituts für Freie Berufe an der Friedrich-Alexander-Universität Erlangen-Nürnberg. Hrsg.: Kudwig-Sievers-Stiftung. Deutscher Ärzte-Verlag, Köln 2009, ISBN 978-3-943115-08-6.
- Mit Kerstin Liebig: Qualitätssicherung anwaltlicher Dienstleistungen unter veränderten Arbeits- und Wettbewerbsbedingungen : ein Forschungsprojekt im Auftrag der Selbsthilfe der Rechtsanwälte e.V. Schriftenreihe des Instituts für Freie Berufe an der Friedrich-Alexander-Universität Erlangen-Nürnberg , Bd. 29. Nürnberg 2007, ISBN 978-3-943115-13-0.
- Mit Peter Kranzusch: Freiberufliche Dienstleistungen in ausgewählten Staaten Mitteleuropas. Ergebnisse einer Untersuchung des Instituts für Freie Berufe an der Friedrich-Alexander-Universität Erlangen-Nürnberg. Stiftung zur Förderung der Wissenschaftlichen Forschung über Wesen und Bedeutung der Freien Berufe – Ludwig-Sievers-Stiftung (Hrsg.). Deutscher Ärzteverlag, Köln 1996.